# .fk
.fk為英國海外屬地福克兰群岛國家及地區頂級域（ccTLD）的域名，於1997年3月26日啟用。注册人必须是福克兰群岛居民，而且不能隨意註冊二級域名，必須在某些二級域名下註冊三級域名。

## 外部連結
- IANA .fk whois information（页面存档备份，存于）
- .fk domain registration website（页面存档备份，存于）